# Gorgopotamos
Gorgopotamos (in greco Γοργοπόταμος?) è un ex comune della Grecia nella periferia della Grecia Centrale (unità periferica della Ftiotide) con 4 510 abitanti secondo i dati del censimento 2001.
È stato soppresso a seguito della riforma amministrativa, detta Programma Callicrate, in vigore dal gennaio 2011 ed è ora compreso nel comune di Lamia.

## Località
Gorgopotamos è suddiviso nelle seguenti comunità (i nomi dei villaggi tra parentesi):
- Gorgopotamos
- Damasta (Ano Damasta, Kato Damasta, Chalvantzaiika)
- Delfino
- Dyo Vouna
- Eleftherochori
- Irakleia
- Koumaritsi
- Moschochori
- Neo Krikello
- Oiti (Oiti, Skamnos)
- Vardates (Ano Vardates)